# Tetrachelifer
Genre
Tetrachelifer est un genre de pseudoscorpions de la famille des Cheliferidae.

## Distribution
Les espèces de ce genre sont endémiques du Viêt Nam.

## Liste des espèces
Selon Pseudoscorpions of the World (version 3.0) :
- Tetrachelifer pusillus (Redikorzev, 1938)
- Tetrachelifer vietnamensis Beier, 1967

## Publication originale
- Beier, 1967 : Pseudoscorpione vom kontinentalen Südost-Asien. Pacific Insects, vol. 9, p. 341-369 (texte intégral).